# Hein Heinsen
Hein Olaf Heinsen (født 23. juli 1935 i Grindsted, Danmark) er en dansk billedhugger.
Han debuterede på den danske kunstscene i 1960'erne som en del af den minimalistiske bevægelse.
Han var professor ved Det Kongelige Danske Kunstakademi fra 1980 til 1989.
Heinsen har siden midten af 1980'erne primært arbejdet med bronzeskulpturer og større udsmykningsprojekter. Blandt andet foreslog han en udsmykning af Store Torv i Århus, som dog ikke blev til noget på grund af folkelig modstand mod projektet
Han arbejdede i 2011 som konsulent for projektet TRINITY MACHINE.

## Reference
1. ↑  Henrik Havbæk Madsen (20. juni 2009). "Er tiden moden til Hein Heinsen?". Århus Stifstidende. Hentet 4. oktober 2014.
2. ↑  Klaus Dohm (2011-08-11). "Stor kunst skaber stor debat". Aarhusportalen.dk. JP Aarhus. Hentet 4. oktober 2014.